# Maleae

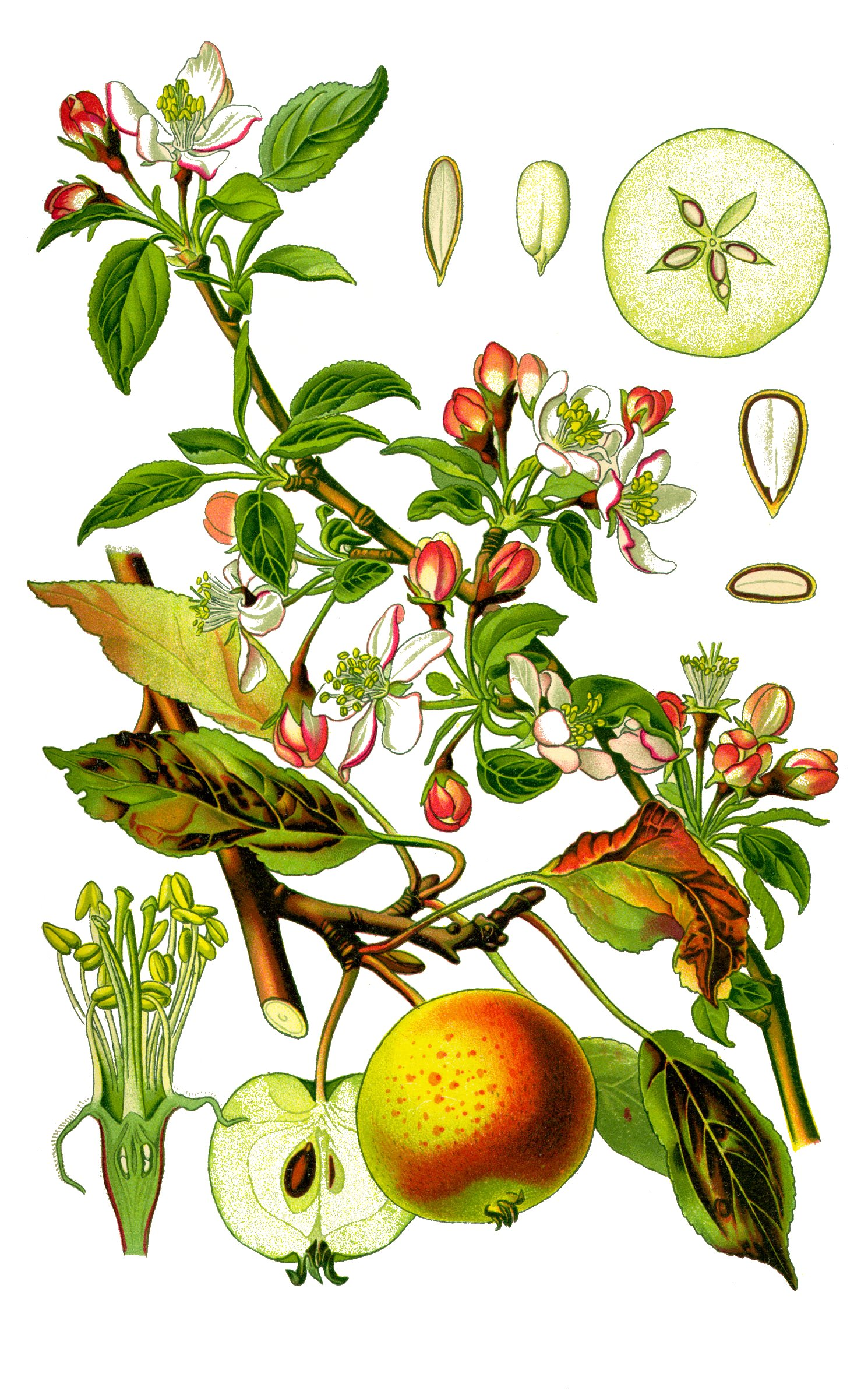
Género Malus.

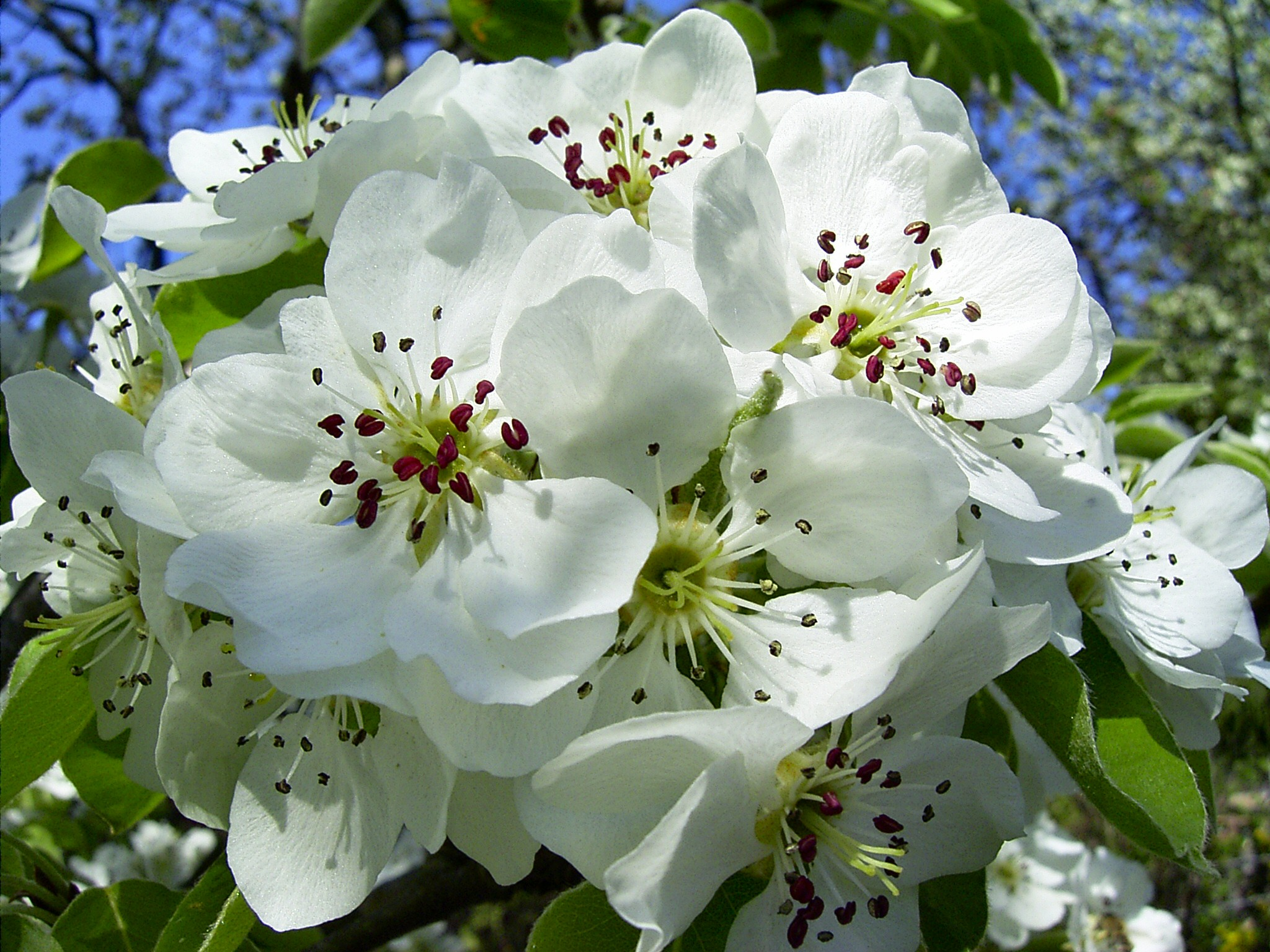
Flores do género Pyrus.

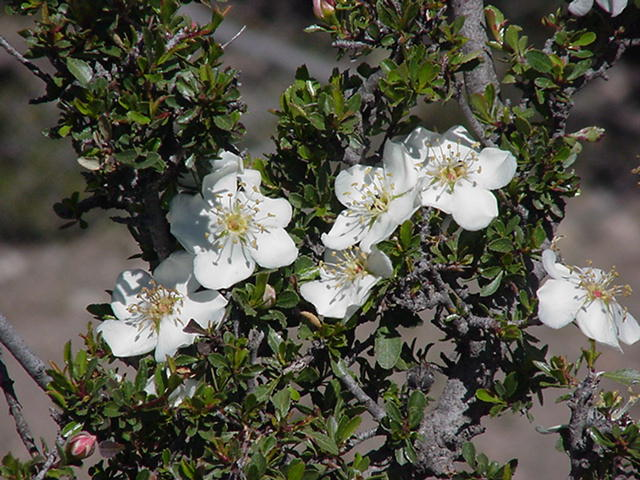
Lindleya mespiloides em flor.

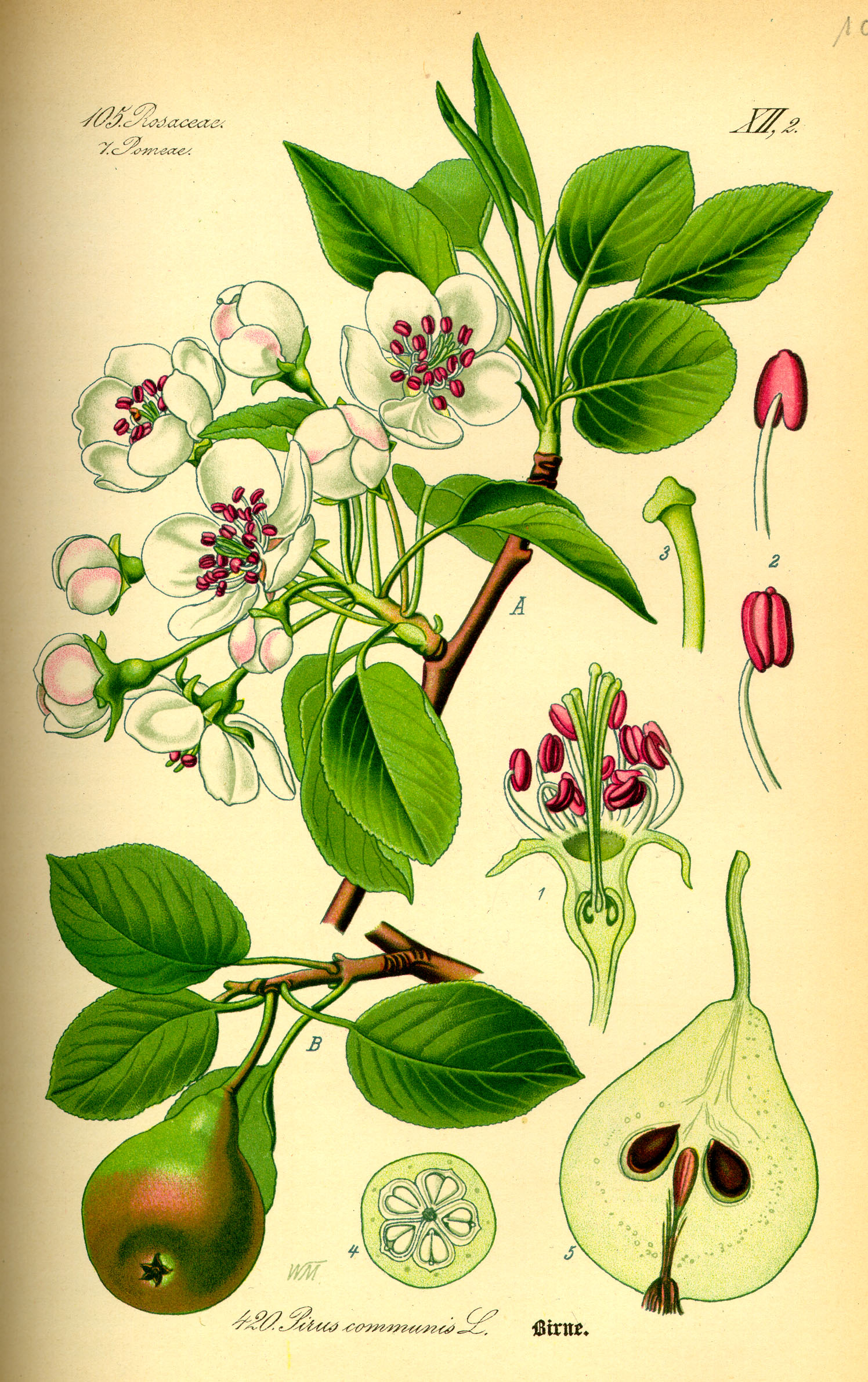
Frutos do género Pyrus.

Maleae (incorrectamente referido como Pyreae), do latim Malus, o nome do género que inclui as macieiras, é uma tribo da subfamília Amygdaloideae da família Rosaceae, que corresponde grosso modo à anterior subfamília Maloideae ou Pomoideae (anteriormente a família Malaceae). O agrupamento é conhecido pelos nomes comuns pomóideas e pomíferas, designações correntemente utilizadas em fruticultura e no comércio de frutas. O grupo inclui diversas plantas com frutos comercialmente importantes, como a maçã e a pêra, enquanto outras são cultivadas como ornamentais. As taxonomias mais antigas separavam alguns dos membros deste agrupamento como a tribo Crataegeae, como o grupo Cydonia (um posicionamento tentativo), ou alguns géneros eram integrados na família Quillajaceae. Na sua presente circunscrição taxonómica a tribo inclui cerca de 28 géneros, com 1100 espécies, de arbustos e pequenas árvores. Como características definidoras, os membros do agrupamento apresentam flores com dois a cinco carpelos que se fundem entre si e com o hipanto, produzindo frutos do tipo pomo. A maioria das espécies ocorre nas regiões de clima temperado do Hemisfério Norte.

## Descrição
A tribo consiste exclusivamente de arbustos e pequenas árvores. A maioria produz frutos do tipo pomo, um tipo de fruto acessório que não ocorre em outras rosáceas. Todos os géneros com excepção de Vauquelinia (que tem n=15) têm um número cromossómico basal haploide de n= 17, em vez dos números de n=7, n=8 ou n=9 que ocorrem nas restantes rosáceas.
A principal característica desta tribo é a produção de pseudofrutos (consideradas frutas em alimentação humana) muito conhecidos, como a maçã (Malus), a pêra (Pyrus) e o marmelo (Cydonia). A polpa da fruta resulta do desenvolvimento do receptáculo floral, sendo macia no caso da pêra e mais dura no caso da maçã. Os carpelos são facilmente visto cortando o fruto pelo centro.
Na sua presente circunscrição taxonómica o grupo inclui aproximadamente 28 géneros que agrupam cerca de 1100 espécies, a maioria das quais tem distribuição natural nas regiões temperadas do Hemisfério Norte.

## Taxonomia
O nome Maleae é aplicado pelo Código Internacional de Nomenclatura Botânica (artigo 19) para qualquer grupo no nível taxonómico de tribo que inclua o género Malus, mas não os géneros Rosa ou Amygdalus. Atendendo a essa definição da tribo, a circunscrição tradicional de Maleae inclui os seguintes géneros:
- Amelanchier
- Aria (ver Sorbus)
- Aronia -
- Chaenomeles -
- Chamaemeles
- Chamaemespilus (ver Sorbus chamaemespilus)
- Cormus (ver Sorbus)
- Cydonia - marmelo
- Dichotomanthes
- Docynia
- Docyniopsis
- Eriobotrya - nêspera
- Eriolobus
- Hesperomeles
- Heteromeles -
- Malacomeles
- Malus - maçã
- Osteomeles
- Peraphyllum
- Photinia
- Pseudocydonia - marmelo-chinês
- Pyrus - pêra
- Rhaphiolepis -
- Sorbus - sorbeiras, sorva
- Stranvaesia
- Torminalis (ver Sorbus torminalis)

Para além dos géneros atrás, o grupo inclui os seguintes híbridos intergenéricos:
- × Amelasorbus
- × Malosorbus
- × Sorbaronia
- × Sorbopyrus

e híbridos de enxertia (ou quimeras de enxertia):
- + Pyrocydonia (Pirocydonia)

A revisão taxonómica recente das Rosaceae inclui os seguintes géneros em Maleae, os quais estavam anteriormente separados como tribo Crataegeae (ou como híbridos intertribo):
- Cotoneaster -
- Crataegus -
- Mespilus -
- Pyracantha -

O grupo Crataegeae também incluía a quimera de enxertia + Crataegomespilus e os seguintes híbridos intergenéricos (ou nalguns casos intertribais):
- × Crataemespilus
- × Crataegosorbus
- × Sorbocotoneaster

Por produzirem frutos que são cápsulas secas, não pomos, os seguintes géneros foram anteriormente colocados na tribo Quillajaeae das Rosaceae (ou, depois, na família Quillajaceae), mas foram agora incluídos em Maleae:
- Kageneckia
- Vauquelinia
- Lindleya

O grupo Cydonia foi um agrupamento dentro do grupo das rosáceas molóides, com carácter provisório, que juntava os géneros cujos frutos eram pomos mas apresentavam mais de dois óvulos por carpelo. Os géneros envolvidos eram:
- Cydonia
- Chaenomeles
- Docynia
- Pseudocydonia

Ainda não é claro se esse grupo é monofilético dentro da tribo Maleae. Os dados moleculares indicam uma relação próxima entre Cydonia e Pseudocydonia. Os múltiplos óvulos por carpelo também ocorrem em Kageneckia, um género não produtor de pomos. A análise de DNA, mas não do DNA nuclear, mostra uma estreita relação entre Cydonia e Dichotomanthes, um género não produtor de pomos.

## Ver Também
- Rosaceae
- Rosales
- Pomo